# 图纳普纳
图纳普纳（英語：Tunapuna; 发音ⓘ）是加勒比海岛国特立尼达和多巴哥特立尼达岛东西走廊上的一座城镇，行政上由图纳普纳-皮亚尔科地区管辖。位于圣奥古斯汀、塔卡里瓜和特林西蒂之间。2011年人口16,626人，为圣胡安和阿里马之间的最大城镇。